# Маркво, Татьяна Михайловна
Татьяна Михайловна Маркво (после замужества Раковщик) (8 августа 1941 года)- советская спортсменка по академической гребле. Завоевала пять медалей на чемпионатах Европы по академической гребле с 1966 по 1971 год. Ее муж Леонид Раковщик также участвовал в международных соревнованиях по гребле.
Была чемпионкой СССР по академической гребле в 1965, 1966, 1968 — в двойке парной, в 1967 и 1971 в четверке парной. Окончила Российский государственный университет физической культуры, спорта, молодёжи и туризма. Преподаватель